# ミスター・ジャパン
ミスター・ジャパン(Mr.Japan)は、株式会社HDRによって行われる美男コンテストである。2013年3月に第一回が行われ、その後毎年行われている。ミス・ユニバース・ジャパンと同じ開催日・同じ会場で行われていたが、2018年の第六回以後、ミス・アース・ジャパンと同じ開催日・同じ会場で行われている。世界大会は無く日本国内だけの大会であったが、2014年の第二回以後、優勝者はミスター・インターナショナル世界大会に日本代表として出場している。

## 目的
外見だけでなく、「知性、感情、人間性、内面、自信」を兼ね備え、表現力に富む男性を発掘し、ミスター・ジャパンに選ばれるとチャリティー活動や様々なメディア活動をして日本のオピニオン・リーダーとして、国際舞台でも活躍できる男性像を確立する。

## 審査基準
目的を達するために、スーツ着用で、内面を見るスピーチ、表現力を競う振付家によるダンス、水着着用のウォーキングを審査する。

## 歴代優勝者

### 歴代優勝者(日本代表)
- 2013年（初代ミスター・ジャパン）：鈴木貴之（ミスター京都・大学生）[2]副賞として賞金100万円
- 2014年：比嘉亨（ミスター沖縄）[3]その後、諸事情により橋本将一（ミスター茨城）が昇格。橋本はミスター・インターナショナル世界大会でTOP10入り、特別賞「ミスター・フォトジェニック」受賞[4]
- 2015年：渡部純平（ミスター秋田・モデル）[5]、千葉商科大学卒業
- 2016年：山岸将也（ミスター神奈川）[6]ミスター・インターナショナル世界大会で2位入賞[7]、順天堂大学スポーツ健康科学部卒業
- 2017年：松浦泰山（ミスター京都）[8]、大阪芸術大学卒業
- 2018年：滝村剛（ミスター東京・大学生：日本大学）[9]ミスター・インターナショナル世界大会でTOP15入り[10]。
- 2019年：岡田雄磨（ミスター岡山・消防士）[11]、島根大学教育学部卒業
- 2020年：坂田航樹（ミスター東京・TBS社員）、大阪大学大学院情報科学研究科修了
- 2024年：池田和樹（ミスター京都・俳優）[12][13]

### 優勝者以外の著名な出場者
- 2014年ファイナリスト：太田裕二（東大卒タレント、俳優）

## 各回結果
| 回別             | 大会成績          | グランプリ        | 出場時の肩書        | 備考                                                                                  |
| ---------------- | ----------------- | ----------------- | ------------------- | ------------------------------------------------------------------------------------- |
| 第1回 （2013年） | グランプリ        | 鈴木貴之          |                     |                                                                                       |
| 第1回 （2013年） | 準グランプリ      |                   |                     |                                                                                       |
| 第2回 （2014年） |                   | 橋本将一          |                     | Mr.International 2014に日本代表として出場し、 Top10入り、フォトジェニック賞特別賞受賞 |
| 第3回 （2015年） | グランプリ        | 渡部純平          | モデル              |                                                                                       |
| 第3回 （2015年） | 準グランプリ      | 山本佳志          |                     |                                                                                       |
| 第4回 （2016年） |                   | 山岸将也          | 水泳コーチ          |                                                                                       |
| 第5回 （2017年） | グランプリ        | 松浦泰山          | パーソナルジム店長  |                                                                                       |
| 第5回 （2017年） | 2位               | 京田寛治          |                     |                                                                                       |
| 第6回 （2018年） | グランプリ        | 滝村剛            | 大学生（日本大学）  |                                                                                       |
| 第6回 （2018年） | 準グランプリ      | 山本慈輝          |                     |                                                                                       |
| 第7回 （2019年） | グランプリ        | 岡田雄磨          | 岡山市消防局 消防士 |                                                                                       |
| 第7回 （2019年） | 準グランプリ      | 密谷大進          |                     |                                                                                       |
| 第8回 （2020年） | グランプリ        | 坂田航樹          | TBSテレビ局員       |                                                                                       |
| 第8回 （2020年） | 2位               | 山口達也          | 自動車整備士        |                                                                                       |
| 第9回 （2021年） | 2021年9月決定予定 | 2021年9月決定予定 | 2021年9月決定予定   |                                                                                       |